# Altai-argali
De altai-argali (Ovis ammon ammon) is de nominaatondersoort van de argali (Ovis ammon) en behoort tot de familie van de holhoornigen (Bovidae). De wetenschappelijke naam van de ondersoort werd  gepubliceerd door Carl Linnaeus in zijn Systema naturae uit 1758.

## Verspreiding
De altai-argali komt voor in enkele berggebieden in het zuiden van Siberië, het oosten van Kazachstan en Mongolië. Was vroeger wijdverspreid in de regio, maar tegenwoordig is zijn verspreidingsgebied sterk versnipperd. Altai-argali's komen vandaag de dag nog voor in het zuidoosten van de Russische deelrepubliek Altaj, de Mongoolse Altaj, Govĭ-Altaj, individuele bergketens in het oosten van Kazachstan, het zuidwesten van de Russische deelrepubliek Toeva, het Hövsgölgebergte en het Changaigebergte.

## Status en bedreigingen
In zowel Mongolië als Rusland wordt de altai-argali bij wet beschermd en vermeld op de nationale rode lijsten van bedreigde soorten. De jacht op de altai-argali is in beide landen verboden, maar ondanks dat blijft stroperij de belangrijkste bedreiging. Een kleinere bedreiging wordt gevormd door de veehouderij en de trofeejacht. Ondanks dat de jacht op de argali over het algemeen niet is toegestaan, kunnen trofeejagers in Mongolië nog altijd jachtvergunningen kopen.